# Michalina Sosna
Michalina Sosna-Wilkońska (ur. 13 maja 1989 w Tychach) – polska aktorka teatralna i telewizyjna. Artystka kabaretowa, prezenterka.

## Życiorys
Urodziła się na Górnym Śląsku, w Tychach. Jest absolwentką Wydziału Aktorskiego Państwowej Wyższej Szkoły Filmowej, Telewizyjnej i Teatralnej im. Leona Schillera w Łodzi (2013).
Dwukrotnie występowała na Międzynarodowym Festiwalu Szkół Filmowych i Teatralnych w Moskwie, gdzie nominowano ją do Głównej Nagrody Żeńskiej za rolę Małgorzaty w spektaklu „Z Różewicza dyplom”. Na swoim koncie ma wiele ról teatralnych. Związana jest z warszawskimi teatrami: Teatrem Dramatycznym, 6. piętro, Kamienica i Capitol, Studio Buffo i Rampa. 
Grała role w polskich serialach i filmach: La La Poland, Przyjaciółki, W rytmie serca, Na dobre i na złe, M jak miłość, Za marzenia, Komisarz Alex, Barwy szczęścia, Hotel 52, Trzecia połowa, Druga szansa, Miszmasz, czyli kogel-mogel 3, Planeta singli i Ostra randka.
W 2018 uczestniczyła w 10. edycji programu rozrywkowego Polsatu Twoja twarz brzmi znajomo. W 2019 poprowadziła koncert „Debiutów” podczas 56. KFPP w Opolu. Wiosną 2020 prowadziła program Star Voice. Gwiazdy mają głos.

## Filmografia
- 2010: Hotel 52 – biegaczka Anita (odc. 20)
- 2010: Barwy szczęścia – kelnerka w Jeleniej Górze (odc. 513)
- 2011: W imieniu diabła – dziennikarka tv
- 2011: Komisarz Alex – dziewczyna Bromskiego (odc. 2)
- 2012: Ostra randka – Monika, współlokatorka Małgosi
- 2013: Instynkt gry (spektakl telewizyjny) – Śnieżka
- 2014: Pogrzebiny – Karolina
- 2014: Entropia – dziewczyna
- 2014: Barwy szczęścia – Krzysia Pawlicka, koleżanka Bartka (odc. 1110)
- 2015: Wszystko w porządku (etiuda szkolna) – Maria
- 2015-2016: Przyjaciółki – Aldona (odc. 68-70, 72-79)
- 2015: Miranda – znajoma Franka
- 2016: Planeta singli – charakteryzatorka
- 2016: Bodo – Ela
- 2017: M jak miłość – pani Beatka (odc. 1280)
- 2017:  Listy z Rosji (spektakl telewizyjny) – dwórka carycy dramatyczna
- 2017: Druga szansa – kelnerka (odc. 9, sezon 3)
- 2018: Za marzenia – Kama, przyjaciółka Natalii (odc. 9, 11)
- 2018: Trzecia połowa – fryzjerka Kaśka (odc. 3, 8)
- 2018: Na dobre i na złe – Aleksa Wiedeńska, konsultantka ślubna (odc. 716, 721)
- 2019: Korona królów – Krystyna Rokiczana, trzecia żona Kazimierza
- 2019-2020: W rytmie serca – Julia Siedlecka
- 2019: Miszmasz, czyli kogel-mogel 3 – Paula, dziewczyna Pawła
- 2020: Ojciec Mateusz – Alicja Wątróbska, żona Igora (odc. 314)
- 2021: Zakochani po uszy – Samanta, dziewczyna Radka Bielskiego
- 2021: Lokatorka – Justyna Andrzejewska (odc. 3-4, seria 1; odc. 1-4, seria 2)
- 2022: 8 rzeczy, których nie wiecie o facetach – Nicola z chórku Ricky'ego
- od 2023: M jak miłość – Kama
- 2023: Uwierz w Mikołaja – Aldona